# Аріпджанов Махмут Маріпович
Махмут Маріпович Аріпджанов (нар. 12 червня 1938, тепер Узбекистан) — радянський узбецький державний діяч, 1-й секретар Андижанського обласного комітету КП Узбекистану, заступник голови Ради міністрів Узбецької РСР. Кандидат у члени ЦК КПРС у 1986—1990 роках. Депутат Верховної Ради Узбецької РСР 10-го скликання. Депутат Верховної Ради СРСР 11-го скликання. Народний депутат СРСР (1989—1991).

## Життєпис
У 1962 році закінчив Ташкентський політехнічний інститут.
У 1962—1964 роках — помічник машіністра екскаватора, гірничий майстер рудника, у 1964—1965 роках — секретар комітету комсомолу гірничо-металургійного комбінату Узбецької РСР.
Член КПРС з 1965 року.
У 1965—1968 роках — 1-й секретар Алмалицького міського комітету ЛКСМ Узбекистану.
У 1968—1973 роках — завідувач відділу Алмалицького міського комітету КП Узбекистану, секретар Ангренського міського комітету КП Узбекистану.
У 1973—1974 роках — в апараті ЦК КП Узбекистану.
У 1974—1977 роках — слухач Дипломатичної академії Міністерства закордонних справ СРСР у Москві.
У 1977—1978 роках — інспектор ЦК КП Узбекистану.
У 1978—1982 роках — 1-й секретар Ангренського міського комітету КП Узбекистану. У 1982—1984 роках — 1-й секретар Алмалицького міського комітету КП Узбекистану.
У 1984—1985 роках — в апараті ЦК КПРС.
5 серпня 1985 — 5 березня 1990 року — 1-й секретар Андижанського обласного комітету КП Узбекистану.
У березні 1990 — 1991 року — заступник голови Ради міністрів Узбецької РСР.
Потім — на пенсії в місті Ташкенті.

## Нагороди
- орден Дружби народів
- орден «Знак Пошани» (1980)
- медалі